# Пори
По́ри (фин. Pori) или Бьёрнеборг (швед. Björneborg) — одиннадцатый по численности населения город Финляндии.
Является одним из шести средневековых городов Финляндии и известен ныне как место проведения самого старого в Европе джазового фестиваля Pori Jazz, уникальным для природы Финляндии песчаным пляжем Юютери, самобытными спортивными командами Porin Ässät и FC Jazz, первым в стране финноязычным городским театром, а также редким для Финляндии памятником некрополистики — мавзолеем Юзелиуса, расписанным известным финским живописцем Аксели Галлен-Каллелой, уроженцем города Пори.
11 декабря 1931 года президент Финляндии Пер Свинхувуд утвердил герб города, но позднее геральдический символ города был доработан финским геральдмейстером Олофом Эрикссоном. 27 октября 1959 года новую версию герба утвердил Городской совет. Имеющееся на гербе изречение на латинском языке Deus protector noster eli («Бог наш защитник»), приписывается основателю города финляндскому герцогу Юхану.

## Этимология
Традиционное для финского языка оглушение согласных в окончании шведского названия города Бьёрнеборг (швед. Björneborg в современном шведском звучит как бьёрнеборий, [ˈbjoɳeˌbɵrj] рус. Медвежья крепость) трансформировало -borg в -пори, что и дало городу современное финское название.
Древнегреческое и латинское наименования города — Арктополис (лат. Arctopolis), звучало бы в русском переводе как «Медвежгород».

## География
Город Пори расположен на берегах реки Кокемяэнйоки, в области Сатакунта, на западном побережье Финляндии, в 20-30 километрах от Ботнического залива.
| С-З | Вааса ~ км / 193 км Торнио ~ км / 632 км | Оулу ~ км / 501 км | Тампере ~ км / 114 км Куопио ~ км / 407 км Рованиеми ~ км / 708 км          | С-В |
| З   |                                          | Роза ветров        | Хямеэнлинна ~ км / 182 км Ювяскюля ~ км / 262 км Лаппеэнранта ~ км / 388 км | В   |
| Ю-З | Турку ~ км / 139 км                      | Раума ~ км / 60 км | Хельсинки ~ км / 237 км Лахти ~ км / 240 км Котка ~ км / 354 км             | Ю-В |

## История

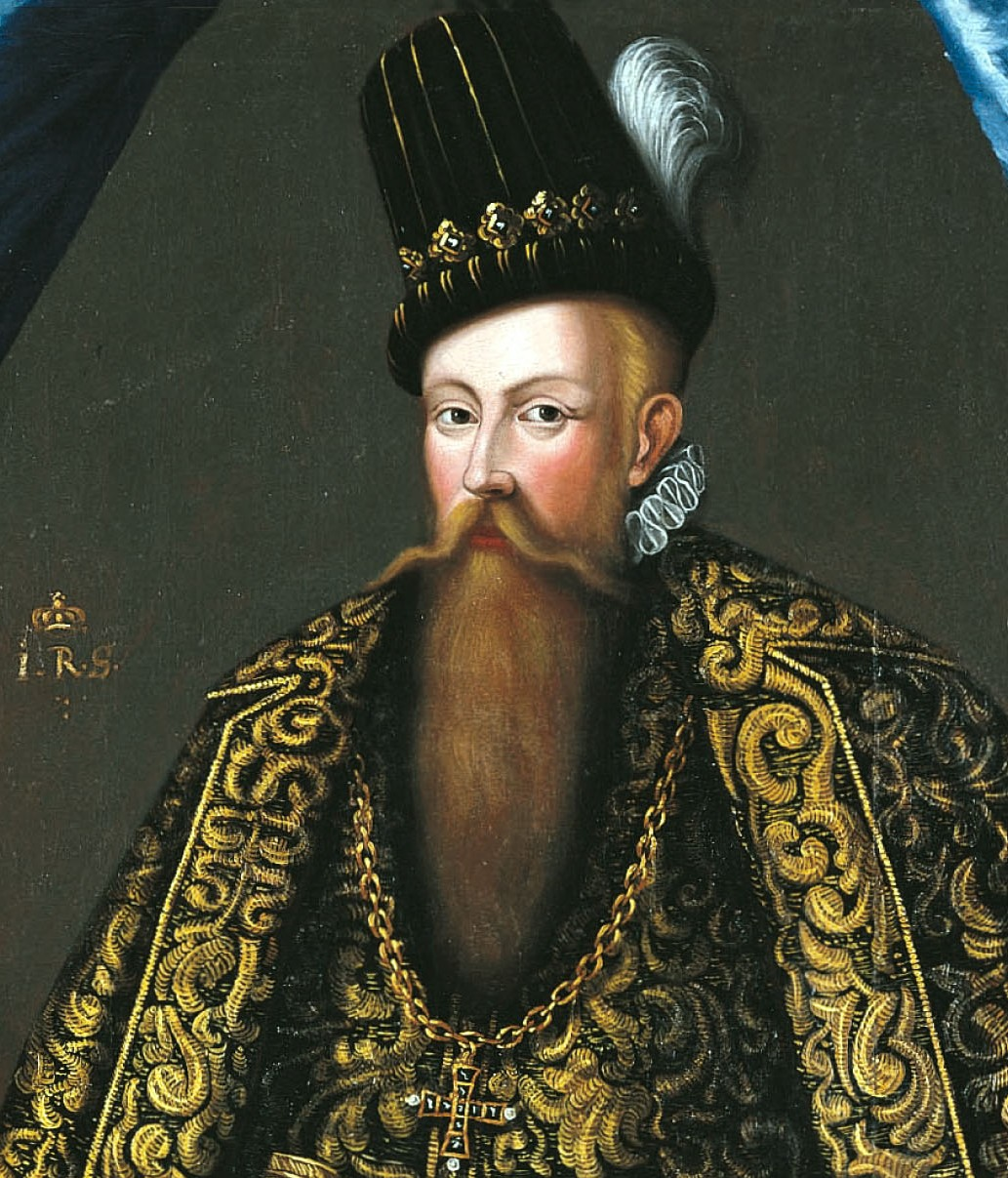
Герцог Финляндии Юхан III

Решение об основании нового торгового города в устье реки Кокемяэнйоки на берегу Ботнического залива было принято герцогом Финляндским Юханом в 1558 году, так как существовавший торговый центр в Улвила не имел достаточных возможностей для строительства фортификационных укреплений, а общее обмеление реки препятствовало хождению в город торговых судов. В этой связи, в 10 км восточнее Улвила, на морском побережье, в устье реки был основан город Бьёрнеборг, ставший третьим по значимости средневековым городом Великого герцогства Финляндского (после Або и Улвила).
В течение четырёх веков, в связи с общим подъёмом поверхности суши и отступлением моря, Пори оказался в 20-30 км от береговой линии и из приморского стал городом, расположенным по обе стороны реки Кокемяэнйоки.

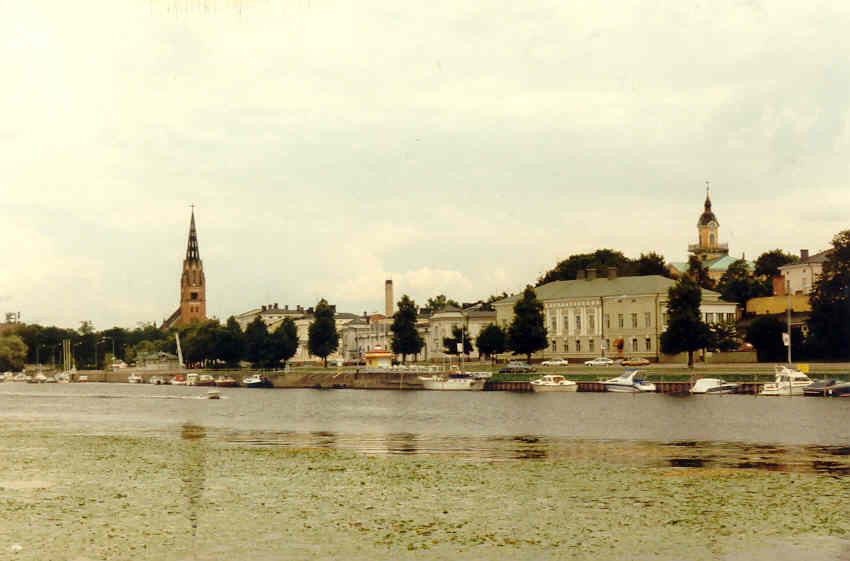
Вид Пори в нач. XXI века

В XIX веке в городе работали многие известные финские архитекторы: по проекту Карла Энгеля в 1841 году возведено здание старой городской ратуши (Hallituskatu 9 A), являющейся в настоящее время одной из доминант исторического центра; в 1863 году на левом берегу реки по проекту архитекторов Георга Теодора Шевитца и Карла ван Хейдекена в новоготическом стиле была выстроена главная лютеранская церковь; в 1884 году по проекту архитектора Юхана Стенберга возведено здание первого в стране финноязычного театра; в 1895 году исторический ансамбль дополнил Дворец Юннелиуса (Hallituskatu, 12), построенный в стиле венецианских дворцов архитектором Августом Крооком.
В апреле 1918 года у берегов Пори вооруженными формированиями Финляндии были захвачены два российских императорских минных крейсера — «Посадник» и «Воевода» (участвовавших в февральской революции, а с 7 ноября 1917 года входивших в состав Красного Балтийского флота). Оба крейсера с новыми финскими наименованиями — «Класхорн» и «Матти Курки» были введены в состав ВМС Финляндии. В 1922 году, по Юрьевскому мирному договору, они подлежали возврату РСФСР, но как окончательно устаревшие были проданы Финляндии как металлолом.

Панорама Пори

## Экономика

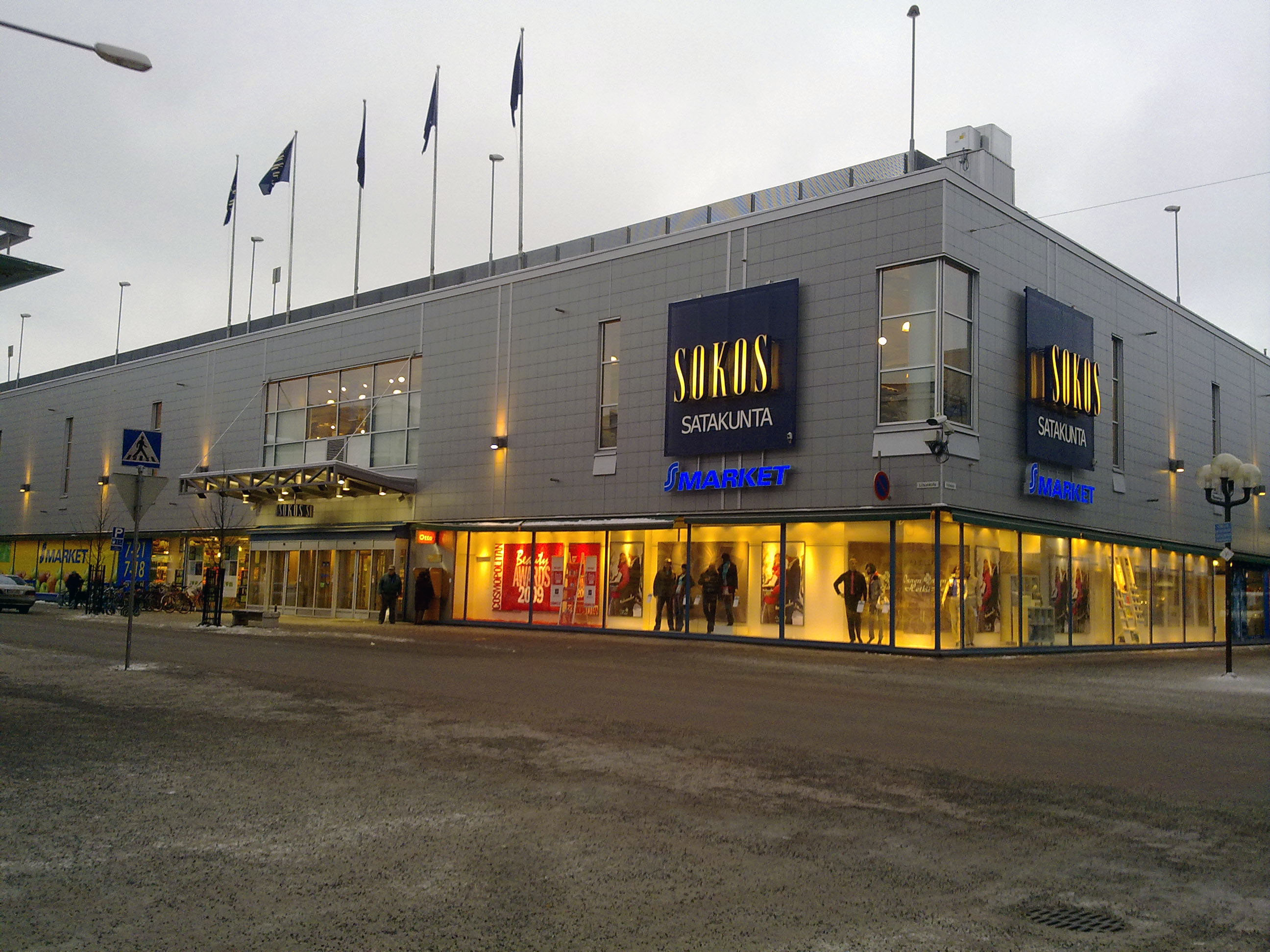
Супермаркет Sokos

Экономический кризис 1970-х годов тяжело отразился на экономике города. В тот период в Пори были закрыты многие предприятия, но одновременно начала стремительно развиваться сфера обслуживания.
В настоящее время Пори является промышленным, портовым и торговым городом Финляндии. Ряд крупных промышленных предприятий привносят свой отпечаток на общий облик города.
На данном этапе экономика города находится на гораздо более прочной основе, чем прежде: в городе расположена судостроительная верфь, целлюлозно-бумажный комбинат, медеплавильный, прокатный и крупный лесопильный заводы, а также работает около 400 других предприятий, крупнейшими из которых являются:
| - Finnish Chemicals Oy - Kemira Pigments Oy - Fortum Power and Heat - Norilsk Nickel Harjavalta Oy | - Outokumpu Poricopper Oy - Kavakromi Oy - ST 1 varastot Oy - Sampo-Rosenlew |

## Образование

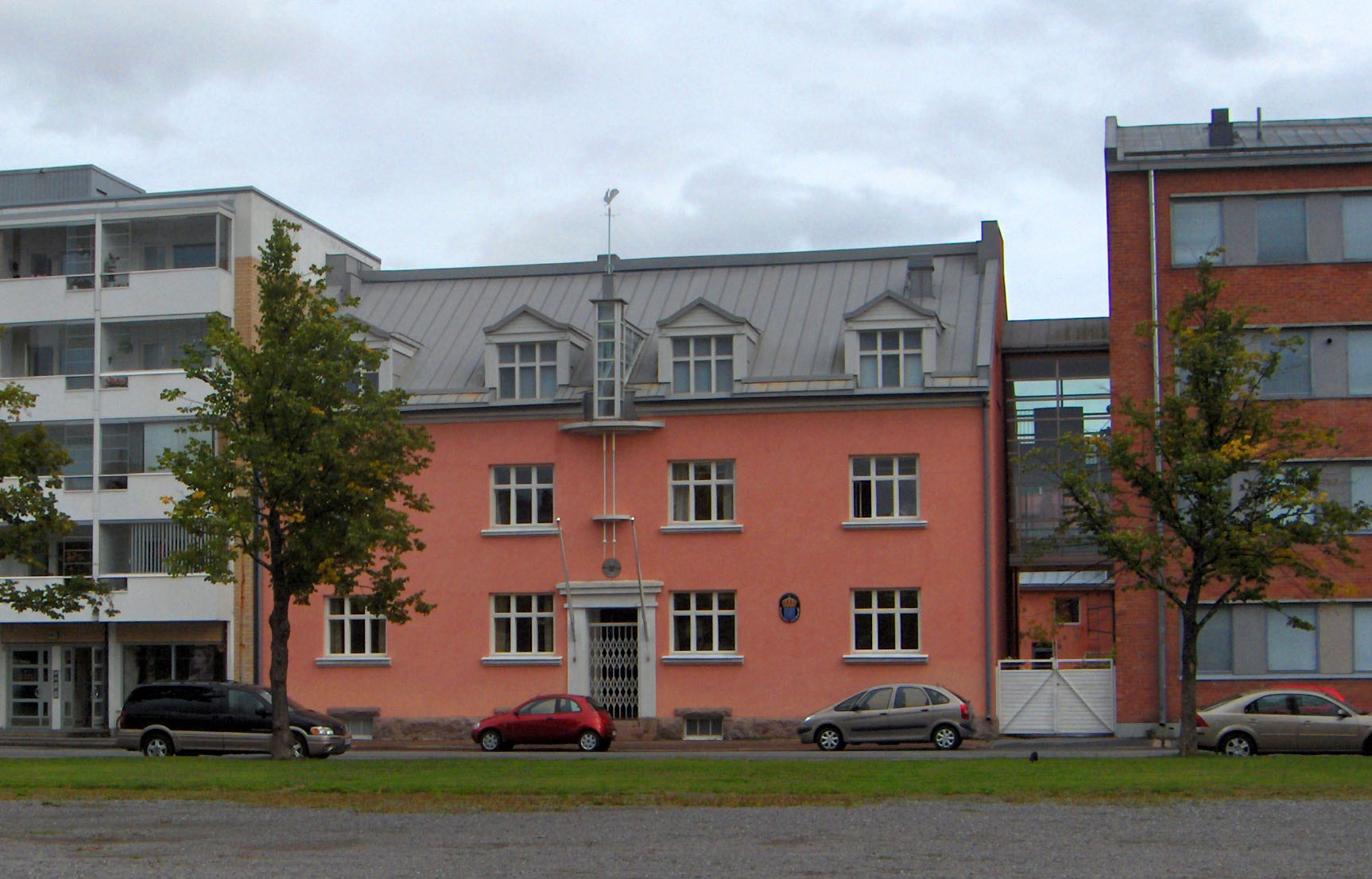
Здание шведского лицея

В Университетском кампусе Пори основали свои филиалы университеты Турку и Тампере, Технический университет Тампере и Высшая коммерческая школа Турку.
В Пори работает также награждённое премией министерства образования Высшее профессиональное учебное заведение области Сатакунта, в котором обучается около 6 тысяч студентов.

## Культура

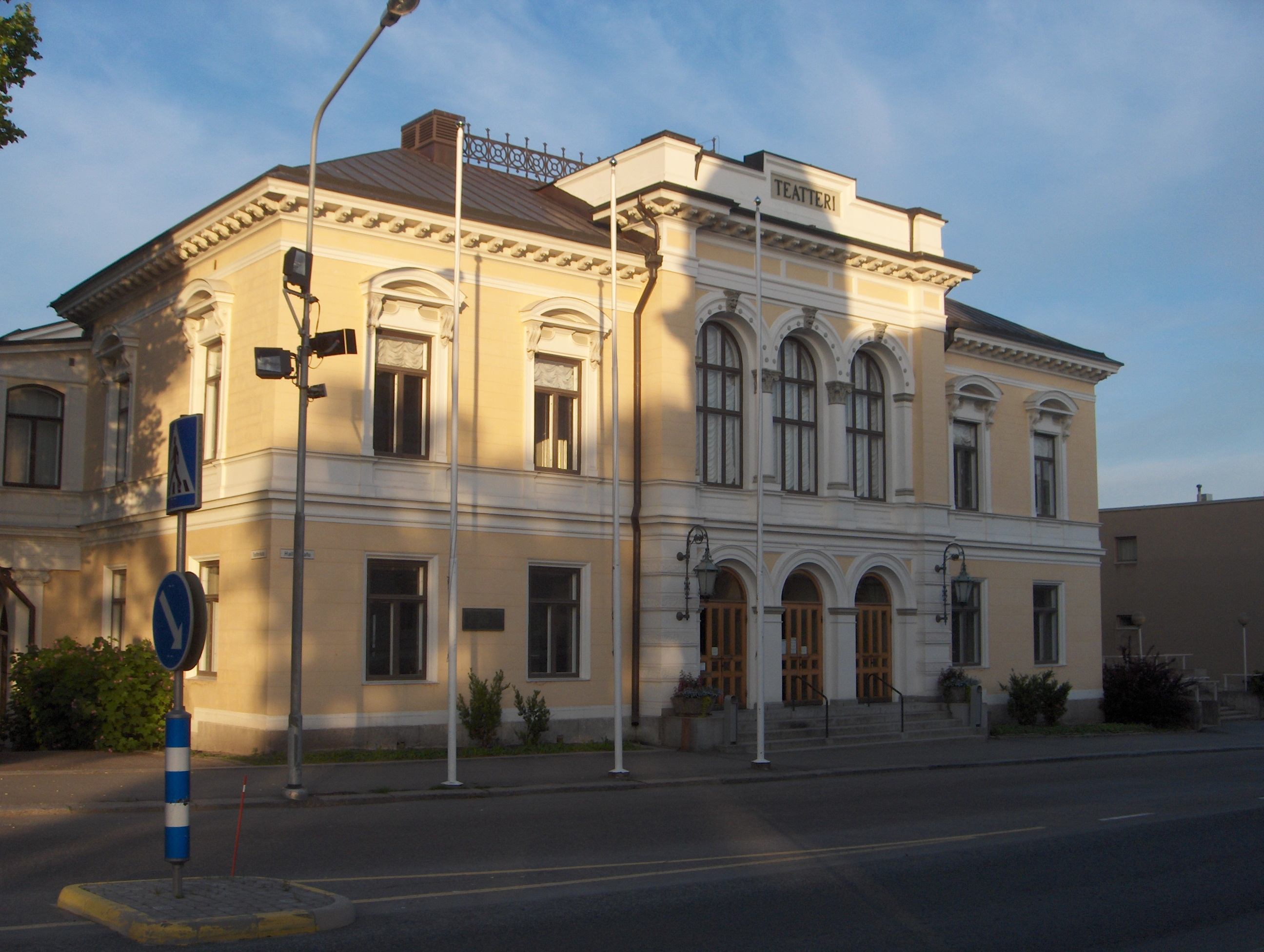
Здание театра

### Театр
Театр Пори ведет свою историю с 1872 года, а здание (Hallituskatu 14) — старейшая театральная постройка в Финляндии и считается одним из красивейших в стране. Театр был возведен в 1884 году. В 1974 году построена пристройка. Представлению идут как на главной сцене, так и в студии.

### Библиотека
Городская библиотека одна из самых оснащенных и укомплектованных в регионе. 26 июня 2008 года Генеральный консул России А. В. Сафронов передал библиотеке комплект книг на русском языке, полученных по Федеральной целевой программе «Русский язык» и предназначенных для тех, кто стремится улучшить или сохранить русский язык в зарубежье. Директор библиотеки Аско Хурсти подчеркнул, что составляющее 1,5 % от общего числа жителей Пори русскоязычное население — одна из самых читающих категорий.

## Достопримечательности
| Культовые здания Пори | Культовые здания Пори | Культовые здания Пори | Культовые здания Пори |
| --------------------- | --------------------- | --------------------- | --------------------- |
|                       |                       |                       |                       |

| Музеи Пори | Музеи Пори | Музеи Пори | Музеи Пори |
| ---------- | ---------- | ---------- | ---------- |
|            |            |            |            |

## Ежегодные мероприятия

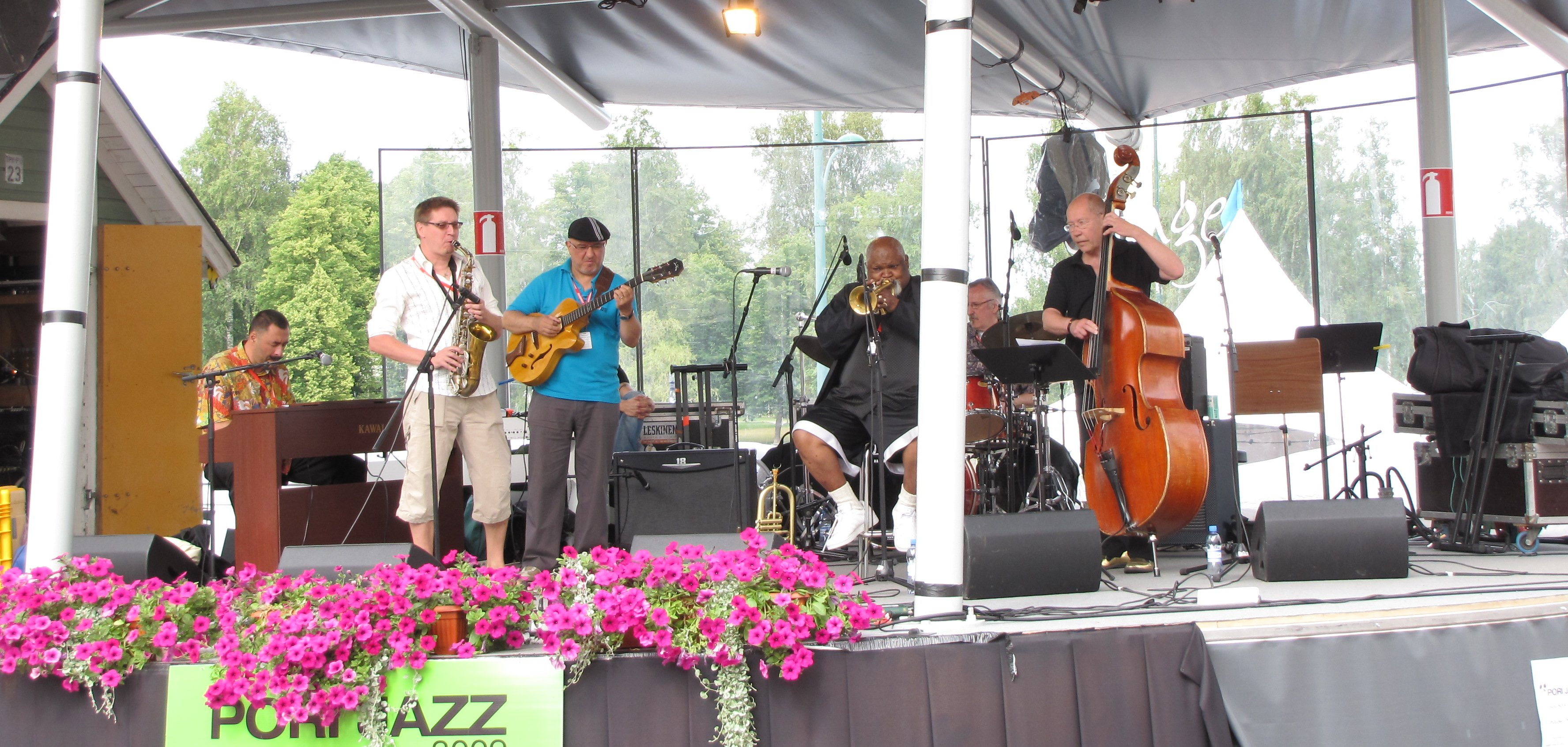
Фестиваль «Пори Джаз»

C 1966 года в Пори проводится традиционный фестиваль «Pori Jazz». Ежегодно в этом событии принимают участие джазовые музыканты из Финляндии и других стран. Здесь можно встретить исполнителей с мировым именем и восходящих звезд. Естественно, центральное место в фестивале занимает джаз, однако не остаются без внимания и другие направления — ритм-энд-блюз, соул, фанк, хип-хоп и т. д. Основная музыкальная площадка располагается в Кирьюринлуодон Саари — зелёной зоне в дельте реки Кокемяэнйоки, являющейся культурно-исторической частью города и местом проведения досуга горожан.

## Места отдыха
Юютери (фин. Yyteri) — уникальный шедевр природы и одно из красивейших мест не только в Финляндии, но и за её пределами. Юютери находится в 16 км на запад от центра города. Этот уголок первозданной природы с девственно чистыми дюнами представляет собой чудесный шестикилометровый пляж на берегу Ботнического залива. Золотые пляжи и дюны Юютери привлекают в летний период множество отдыхающих.

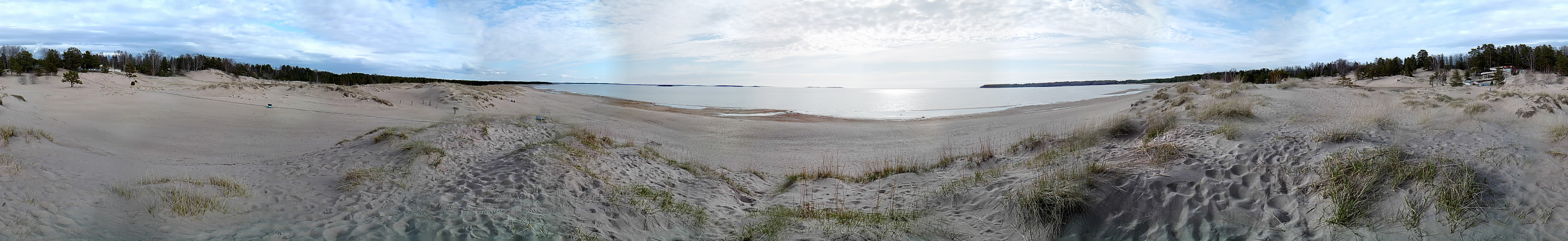
Юютери (Yyteri)

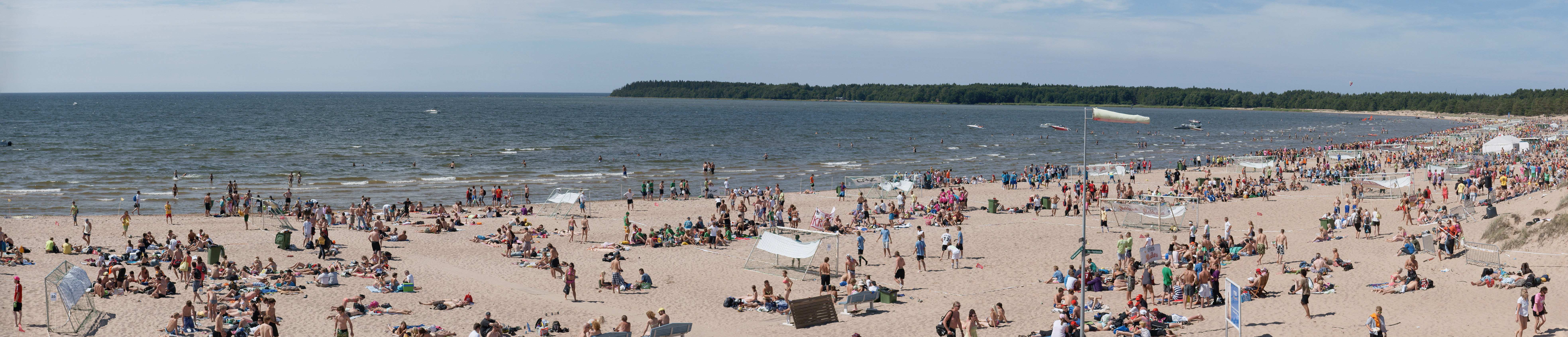
Юютери (Yyteri)

Деревня Репосаари с аккуратными деревянными домиками XVIII века расположена в 32 км от города и интересна как место, где жители берегов до настоящего времени живут морем и рыбной ловлей.

## Транспорт

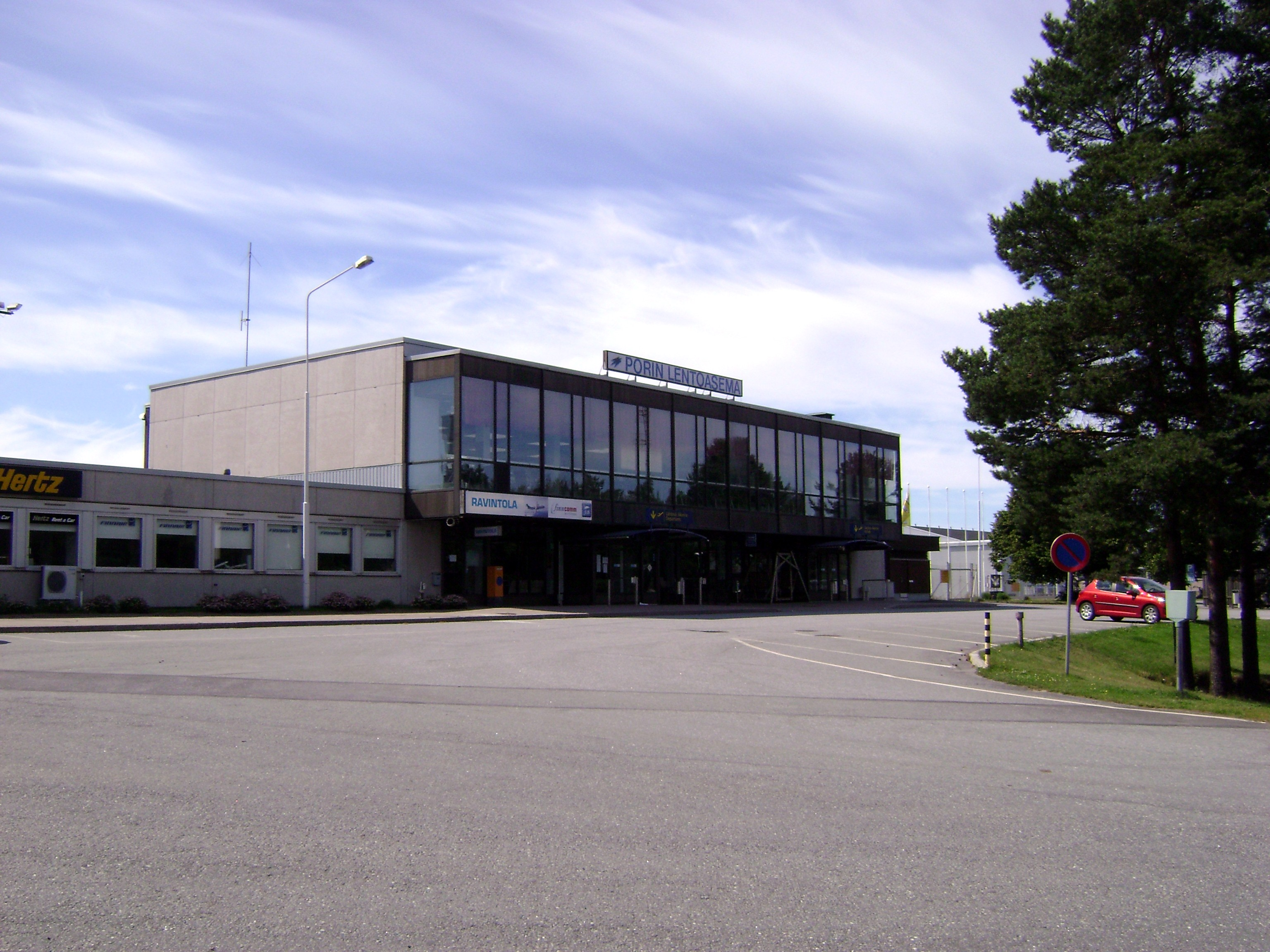
Аэропорт Пори

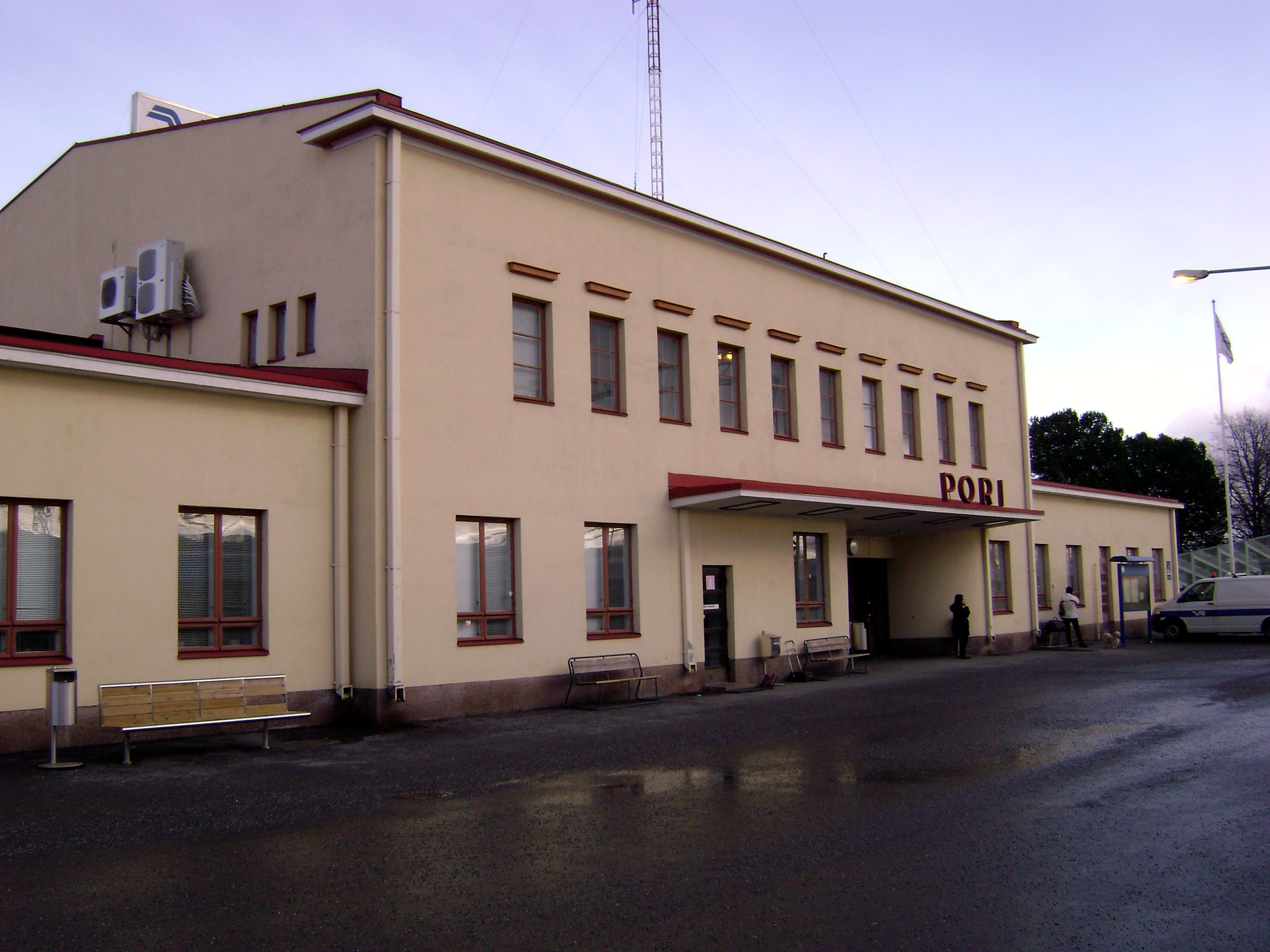
Железнодорожный вокзал

Пори — крупный транспортный узел Финляндии. В городе пересекаются автомобильные и железнодорожные магистрали, имеются крупный морской порт, а также аэропорт. Автобусное и железнодорожное сообщение связывает Пори со всеми крупными центрами Финляндии. Пори расположен в 242 км от Хельсинки и в 392 км от Российской границы.
Основой дорожной сети является европейская магистраль E 08, соединяющая: Турку — Раума — Пори — Вааса — Коккола — Раахе — Оулу — Кеми — Торнио — Тромсё.

### Порт
Мореходство занимает важное место в развитии Пори. Пик крупных портовых инвестиций пришёлся на вторую половину 1990-х годов. Модернизированный порт Мянтюлуото и его глубокая гавань построены для обслуживания океанского грузового мореходства и являются в своей области первыми в Финляндии.

## Население
Численность населения города на 30 сентября 2014 года составляла 83 510 человек.
Численность населения в XX веке
Численность населения в XXI веке

## Известные уроженцы и жители
- Аарне, Антти Аматус — финский фольклорист.
- Лео Аарио — финский географ и геолог.
- Аксели Галлен-Каллела — известный финский художник
- Демидова-Карамзина, Аврора Карловна — общественный деятель, фрейлина.
- Лилльенстедт, Юхан — шведский государственный деятель, дипломат.
- Луоти, Мира — финская певица и поэтесса.
- Маттссон, Матти — финский пловец, бронзовый призёр Олимпийских игр 2020 и Чемпионата мира 2013 в плавании на 200 метров брассом.
- Маялуома, Маркус — финский детский писатель.
- Мусина-Пушкина, Эмилия Карловна — известная красавица знакомая А. С. Пушкина.
- Мякинен, Кари — архиепископ г. Турку, глава Евангелическо-лютеранской церкви Финляндии.
- Сумиала, Антти Маркус — финский футболист, нападающий.
- Мари Рантасила — финская актриса кино и телевидения, режиссёр, певица.
- Фриман, Райнер — финский певец, писатель и журналист.
- Хотакайнен, Кари — финский писатель, поэт и прозаик.
- Силму, Силмо и Силму, Матти — основатели финской музыкальной группы Yölintu

## Города-побратимы
| - Сундсвалль, Швеция (c 1940 года) - Сённерборг, Дания (c 1952 года) - Порсгрунн, Норвегия (c 1956 года) - Рига, Латвия (c 1965 года) - Бремерхафен, Германия (c 1967 года) | - Штральзунд, Германия (c 1968 года) - Эгер, Венгрия (c 1973 года) - Колобжег, Польша (c 1975 года) - Макон, Франция (c 1990 года) |